# 布池町
布池町（ぬのいけちょう）は、名古屋市東区の地名。

## 歴史

### 沿革
- 1871年（明治4年） - 武家屋敷地で町名の設定がなかった地域に愛知郡布池町として成立する[1]。
- 1878年（明治11年）12月20日 - 名古屋区成立に伴い、同区布池町となる[1]。
- 1889年（明治22年）10月1日 - 名古屋市成立に伴い、同市布池町となる[1]。
- 1908年（明治41年）4月1日 - 東区成立に伴い、同区布池町となる[1]。
- 1941年（昭和16年）12月10日 - 一部が横代官町[2]・水筒先町[3]にそれぞれ編入される。
- 1976年（昭和51年）1月18日 - 一部が葵一丁目に編入される[1]。
- 1981年（昭和56年）9月13日 - 葵一丁目・葵二丁目・筒井二丁目に編入され消滅[1]。

## 施設
- 名古屋貯金支局[4]
- 在名古屋米国領事館

1920年（大正9年）7月3日設置。
- 名古屋市立名古屋商業学校

1902年（明治35年）6月30日から1928年（昭和3年）6月11日。